# Tour de France 2021/4. Etappe
Die 4. Etappe der Tour de France 2021 führte am 29. Juni 2021 über 150,4 Kilometer von Redon nach Fougères.
Sieger im Massensprint wurde Mark Cavendish (Deceuninck-Quick-Step), der dadurch seine 31. Tour-de-France-Etappe gewann, vor Nacer Bouhanni (Arkéa-Samsic) und Jasper Philipsen (Alpecin-Fenix). Cavendish übernahm die Führung in der Punktewertung. Mathieu van der Poel (Alpecin-Fenix) verteidigte sein Gelbes Trikot.

## Verlauf
Nachdem das Peloton zu Etappenbeginn durch einen einminütigen Stillstand und folgendem Bummeltempo über 10 Kilometer gegen die Streckenführung der sturzreichen 3. Etappe protestierte, setzten sich Brent Van Moer (Lotto Soudal) und Pierre-Luc Périchon (Cofidis) ab und erarbeiteten sich einen Maximalvorsprung von drei Minuten. Etwa 15 Kilometer vor dem Ziel griffen sich die Ausreißer gegenseitig an, bevor sich Van Moer absetzen konnte und erst 150 Meter vor dem Ziel eingeholt wurde.

## Ergebnis
| \| Etappenergebnis \| Etappenergebnis \| Etappenergebnis \| Etappenergebnis \| Etappenergebnis \| \| Fahrer \| Fahrer \| Land \| Team \| Zeit \| \| --------------- \| ------------------ \| ---------------------- \| ---------------------------------- \| --------------- \| \| 1. \| Mark Cavendish \| Vereinigtes Königreich \| Deceuninck-Quick Step \| 3 h 20 min 17 s \| \| 2. \| Nacer Bouhanni \| Frankreich \| Arkéa-Samsic \| + 0 s \| \| 3. \| Jasper Philipsen \| Belgien \| Alpecin-Fenix \| + 0 s \| \| 4. \| Michael Matthews \| Australien \| BikeExchange \| + 0 s \| \| 5. \| Peter Sagan \| Slowakei \| Bora-Hansgrohe \| + 0 s \| \| 6. \| Cees Bol \| Niederlande \| Team DSM \| + 0 s \| \| 7. \| Christophe Laporte \| Frankreich \| Cofidis \| + 0 s \| \| 8. \| Mads Pedersen \| Dänemark \| Trek-Segafredo \| + 0 s \| \| 9. \| Boy van Poppel \| Niederlande \| Intermarché-Wanty-Gobert Matériaux \| + 0 s \| \| 10. \| André Greipel \| Deutschland \| Israel Start-Up Nation \| + 0 s \| |                    |                        |                                    |                 |
| |                    |                        |                                    |                 |
| Quelle: ProCyclingStats |                    |                        |                                    |                 |
| Etappenergebnis |                    |                        |                                    |                 |
| Fahrer | Fahrer             | Land                   | Team                               | Zeit            |
| 1. | Mark Cavendish     | Vereinigtes Königreich | Deceuninck-Quick Step              | 3 h 20 min 17 s |
| 2. | Nacer Bouhanni     | Frankreich             | Arkéa-Samsic                       | + 0 s           |
| 3. | Jasper Philipsen   | Belgien                | Alpecin-Fenix                      | + 0 s           |
| 4. | Michael Matthews   | Australien             | BikeExchange                       | + 0 s           |
| 5. | Peter Sagan        | Slowakei               | Bora-Hansgrohe                     | + 0 s           |
| 6. | Cees Bol           | Niederlande            | Team DSM                           | + 0 s           |
| 7. | Christophe Laporte | Frankreich             | Cofidis                            | + 0 s           |
| 8. | Mads Pedersen      | Dänemark               | Trek-Segafredo                     | + 0 s           |
| 9. | Boy van Poppel     | Niederlande            | Intermarché-Wanty-Gobert Matériaux | + 0 s           |
| 10. | André Greipel      | Deutschland            | Israel Start-Up Nation             | + 0 s           |

## Gesamtstände
| \| Gesamtwertung \| Gesamtwertung \| Gesamtwertung \| Gesamtwertung \| Gesamtwertung \| \| Fahrer \| Fahrer \| Land \| Team \| Zeit \| \| ------------- \| -------------------- \| ------------- \| --------------------- \| ---------------- \| \| 1. \| Mathieu van der Poel \| Niederlande \| Alpecin-Fenix \| 16 h 19 min 10 s \| \| 2. \| Julian Alaphilippe \| Frankreich \| Deceuninck-Quick Step \| + 8 s \| \| 3. \| Richard Carapaz \| Ecuador \| Ineos Grenadiers \| + 31 s \| \| 4. \| Wout van Aert \| Belgien \| Jumbo-Visma \| + 31 s \| \| 5. \| Wilco Kelderman \| Niederlande \| Bora-Hansgrohe \| + 38 s \| \| 6. \| Tadej Pogačar \| Slowenien \| UAE Team Emirates \| + 39 s \| \| 7. \| Enric Mas \| Spanien \| Movistar Team \| + 40 s \| \| 8. \| Nairo Quintana \| Kolumbien \| Arkéa-Samsic \| + 40 s \| \| 9. \| Pierre Latour \| Frankreich \| TotalEnergies \| + 45 s \| \| 10. \| David Gaudu \| Frankreich \| Groupama-FDJ \| + 52 s \| |                      |             |                       |                  |
| |                      |             |                       |                  |
| Quelle: ProCyclingStats |                      |             |                       |                  |
| Gesamtwertung |                      |             |                       |                  |
| Fahrer | Fahrer               | Land        | Team                  | Zeit             |
| 1. | Mathieu van der Poel | Niederlande | Alpecin-Fenix         | 16 h 19 min 10 s |
| 2. | Julian Alaphilippe   | Frankreich  | Deceuninck-Quick Step | + 8 s            |
| 3. | Richard Carapaz      | Ecuador     | Ineos Grenadiers      | + 31 s           |
| 4. | Wout van Aert        | Belgien     | Jumbo-Visma           | + 31 s           |
| 5. | Wilco Kelderman      | Niederlande | Bora-Hansgrohe        | + 38 s           |
| 6. | Tadej Pogačar        | Slowenien   | UAE Team Emirates     | + 39 s           |
| 7. | Enric Mas            | Spanien     | Movistar Team         | + 40 s           |
| 8. | Nairo Quintana       | Kolumbien   | Arkéa-Samsic          | + 40 s           |
| 9. | Pierre Latour        | Frankreich  | TotalEnergies         | + 45 s           |
| 10. | David Gaudu          | Frankreich  | Groupama-FDJ          | + 52 s           |

| Punktewertung | Punktewertung        | Punktewertung          | Punktewertung         | Punktewertung |
| Fahrer        | Fahrer               | Land                   | Team                  | Punkte        |
| ------------- | -------------------- | ---------------------- | --------------------- | ------------- |
| 1.            | Mark Cavendish       | Vereinigtes Königreich | Deceuninck-Quick Step | 89 P.         |
| 2.            | Julian Alaphilippe   | Frankreich             | Deceuninck-Quick Step | 82 P.         |
| 3.            | Michael Matthews     | Australien             | BikeExchange          | 78 P.         |
| 4.            | Nacer Bouhanni       | Frankreich             | Arkéa-Samsic          | 74 P.         |
| 5.            | Mathieu van der Poel | Niederlande            | Alpecin-Fenix         | 67 P.         |
| 6.            | Jasper Philipsen     | Belgien                | Alpecin-Fenix         | 61 P.         |
| 7.            | Tim Merlier          | Belgien                | Alpecin-Fenix         | 50 P.         |
| 8.            | Peter Sagan          | Slowakei               | Bora-Hansgrohe        | 48 P.         |
| 9.            | Sonny Colbrelli      | Italien                | Bahrain Victorious    | 45 P.         |
| 10.           | Tadej Pogačar        | Slowenien              | UAE Team Emirates     | 44 P.         |

| Bergwertung | Bergwertung          | Bergwertung | Bergwertung                        | Bergwertung |
| Fahrer      | Fahrer               | Land        | Team                               | Punkte      |
| ----------- | -------------------- | ----------- | ---------------------------------- | ----------- |
| 1.          | Ide Schelling        | Niederlande | Bora-Hansgrohe                     | 5 P.        |
| 2.          | Mathieu van der Poel | Niederlande | Alpecin-Fenix                      | 4 P.        |
| 3.          | Anthony Perez        | Frankreich  | Cofidis                            | 3 P.        |
| 4.          | Julian Alaphilippe   | Frankreich  | Deceuninck-Quick Step              | 2 P.        |
| 5.          | Edward Theuns        | Belgien     | Trek-Segafredo                     | 2 P.        |
| 6.          | Tadej Pogačar        | Slowenien   | UAE Team Emirates                  | 2 P.        |
| 7.          | Victor Campenaerts   | Belgien     | Qhubeka NextHash                   | 1 P.        |
| 8.          | Jelle Wallays        | Belgien     | Cofidis                            | 1 P.        |
| 9.          | Danny van Poppel     | Niederlande | Intermarché-Wanty-Gobert Matériaux | 1 P.        |
| 10.         | Michael Matthews     | Australien  | BikeExchange                       | 1 P.        |

| Nachwuchswertung | Nachwuchswertung       | Nachwuchswertung       | Nachwuchswertung    | Nachwuchswertung |
| Fahrer           | Fahrer                 | Land                   | Team                | Zeit             |
| ---------------- | ---------------------- | ---------------------- | ------------------- | ---------------- |
| 1.               | Tadej Pogačar          | Slowenien              | UAE Team Emirates   | 16 h 19 min 49 s |
| 2.               | David Gaudu            | Frankreich             | Groupama-FDJ        | + 13 s           |
| 3.               | Sergio Higuita         | Kolumbien              | EF Education-Nippo  | + 13 s           |
| 4.               | Lucas Hamilton         | Australien             | BikeExchange        | + 1 min 03 s     |
| 5.               | Jonas Vingegaard       | Dänemark               | Jumbo-Visma         | + 1 min 08 s     |
| 6.               | Aurélien Paret-Peintre | Frankreich             | AG2R Citroën Team   | + 2 min 36 s     |
| 7.               | Stefan de Bod          | Südarfika              | Astana-Premier Tech | + 4 min 54 s     |
| 8.               | Neilson Powless        | Vereinigte Staaten     | EF Education-Nippo  | + 5 min 22 s     |
| 9.               | Mark Donovan           | Vereinigtes Königreich | Team DSM            | + 5 min 34 s     |
| 10.              | Joris Nieuwenhuis      | Niederlande            | Team DSM            | + 7 min 18 s     |

| Mannschaftswertung | Mannschaftswertung    | Mannschaftswertung     | Mannschaftswertung |
| Team               | Team                  | Land                   | Zeit               |
| ------------------ | --------------------- | ---------------------- | ------------------ |
| 1.                 | Bahrain Victorious    | Bahrain                | 49 h 00 min 00 s   |
| 2.                 | Jumbo-Visma           | Niederlande            | + 1 min 33 s       |
| 3.                 | Trek-Segafredo        | Vereinigte Staaten     | + 1 min 43 s       |
| 4.                 | Astana-Premier Tech   | Kasachstan             | + 1 min 59 s       |
| 5.                 | EF Education-Nippo    | Vereinigte Staaten     | + 2 min 02 s       |
| 6.                 | Team BikeExchange     | Australien             | + 2 min 20 s       |
| 7.                 | Ineos Grenadiers      | Vereinigtes Königreich | + 2 min 42 s       |
| 8.                 | Deceuninck-Quick Step | Belgien                | + 3 min 56 s       |
| 9.                 | Movistar Team         | Spanien                | + 4 min 26 s       |
| 10.                | Bora-Hansgrohe        | Deutschland            | + 6 min 46 s       |

## Ausgeschiedene Fahrer
- Caleb Ewan (Lotto Soudal) nicht gestartet nach Schlüsselbeinbruch[2]